# Open d'Argentine de tennis de table

L'Open d'Argentine ITTF est une étape du Pro-Tour de tennis de table. L'Open est organisé par la fédération internationale de tennis de table.
Les résultats des matchs de cette compétition comptent pour le classement mondial ITTF.
Il y a eu 2 éditions de l'Open d'Argentine en 2014 et 2015. L'édition 2014 comporte 4 épreuves : hommes et femmes senior et en dessous de 21 ans. L'édition 2015 en comporte 6, en ajoutant les épreuves de doubles hommes et femmes.
Le World Tour est arrêté fin 2020 et est remplacé par les épreuves de la WTT marquant la fin des "tournois open" de l'ITTF.

## Palmarès

### Open d'Argentine ITTF
| Année Lieu        | Place     | Simples Messieurs | Simples Dames | Doubles Messieurs          | Doubles Dames              | Simples Hommes Moins de 21 ans | Simples Femmes Moins de 21 ans |
| ----------------- | --------- | ----------------- | ------------- | -------------------------- | -------------------------- | ------------------------------ | ------------------------------ |
| 2014 Buenos Aires | Vainqueur | Zhu Cheng         | He Zhuojia    |                            |                            | Zhu Cheng                      | Zhu Chaohui                    |
| 2014 Buenos Aires | Finaliste | Xue Fei           | Fan Siqi      |                            |                            | Wang Chuqin                    | Fan Siqi                       |
| 2015 Mendoza      | Vainqueur | Eric Jouti        | Jeon Ji-hee   | Pabo Tabachnik Gaston Alto | Jeon Ji-hee Yang Ha-eun    | Hampus Soderlund               | Kim Byeol-nim                  |
| 2015 Mendoza      | Finaliste | Pabo Tabachnik    | Yang Ha-eun   | Eric Jouti Massao Kohatsu  | Camila Argueles Ana Codina | Eric Jouti                     | Bruna Takahashi                |

### Série WTT
| Année & Lieu      | Tournoi                         | Simple messieurs | Double messieurs                   | Simple dames  | Double dames              | Double mixte                   |
| ----------------- | ------------------------------- | ---------------- | ---------------------------------- | ------------- | ------------------------- | ------------------------------ |
| 2024 Mendoza      | WTT Contender Mendoza (de)      | Benedikt Duda    | Santiago Lorenzo Horacio Cifuentes | Sakura Mori   | Miyu Nagasaki Sakura Mori | Yuta Tanaka Miyu Nagasaki      |
| 2025 Buenos Aires | WTT Contender Buenos Aires (de) | Hugo Calderano   | Kazuki Hamada Hiromu Kobayashi     | Miwa Harimoto | Miwa Harimoto Satsuki Ōdō | Hugo Calderano Bruna Takahashi |

## Sources et références
1. ↑  « ITTF Events », sur www.old.ittf.com (consulté le 17 août 2017)
2. ↑  « ITTF Events », sur www.old.ittf.com (consulté le 17 août 2017)